# Silas Billong
Silas Billong (né le 13 septembre 1974 à Lyon) est un footballeur reconverti dans le métier d'arbitre. Il est le frère de Romarin Billong.

## Carrière de joueur

### Débuts en amateur
En 1994, Billong joue pour le club de Saint-Priest et y reste pendant une saison avant de partir pour Rodez, évoluant en National. En 1996, il intègre le centre de formation du Toulouse FC mais là aussi il fait ses bagages un an après son arrivée pour le SAS Épinal, toujours en National.

### Transferts dans divers clubs
Silas reste en National en jouant pour Mulhouse en 1998-1999 avant de retourner en CFA avec le club de Limoges. Il obtient un contrat stable de deux ans avec le club de La Roche Vendée Football avant de découvrir le monde professionnel avec le Stade de Reims.

### Une saison en Ligue 2
Il est recruté par le Stade de Reims avant le début de la saison 2002-2003 en Ligue 2. Il est mis au poste de titulaire lors de son premier match par l'entraineur Marc Collat le 2 août 2002 contre le FC Lorient arborant le numéro 17. Il écope de son premier carton jaune lors de la 4e journée contre l'AS Saint-Étienne à la neuvième minute de jeu par l'arbitre Stéphane Moulin.
Son unique carton rouge sera contre le club de La Berrichonne de Châteauroux où il sera sanctionné de deux cartons jaunes, à noter que son coéquipier David François sera exclu en même temps que lui par Alexandre Castro.
Il fait une belle saison en disputant 27 matchs de championnat et en inscrivant un but lors de son avant-dernier match chez les pros contre le FC Gueugnon le 3 mai 2003.
Après cette saison pour le moins encourageante, il est recruté par Équipe de France de football  mais il ne foulera plus un terrain professionnel, se contentant des matchs avec la réserve ou en National lors de la saison 2003/2004.

## Carrière d'arbitre

### Une excellente reconversion
Billong se retrouve sans club en juin 2006; il décide de prendre la filière destinée aux ex-joueurs professionnels et commence une formation en tant qu'arbitre. Il commence par arbitrer des matchs de Division d'Honneur dans la région Centre-Ouest avant de gravir les échelons pas-à-pas. Le 10 août 2008, il arbitre son premier match de CFA entre la réserve des Girondins de Bordeaux et Vendée Fontenay Foot.
Il est appelé en cours de saison 2008-2009 pour arbitrer un match de National entre le Rodez AF (son ancien club) et FC Libourne.
À partir de 2009, il monte d'un échelon, devenant arbitre de Fédérale 3 donc de National.

### Retour en professionnel... comme arbitre
Le vendredi 4 mars 2011, le Syndicat des arbitres de football élite annonce dans une lettre à la fédération qu'ils retarderont les coups d'envois des matchs de Ligue 1 comme leurs homologues de Ligues 2 le soir-même pour protester contre le non-respect des joueurs ainsi que par une certaine pression et demandent une hausse de salaire. La FFF et la LFP prennent la décision de destituer les arbitres de Fédérale 1 de leurs matchs et appellent des arbitres de National pour les remplacer.
Silas Billong prend la place d'Olivier Thual et se retrouve au sifflet du match OGC Nice/RC Lens le samedi 5 mars 2011. Il ne distribue que trois cartons jaunes et se montrera lors de ce match comme apte au dialogue, ce qui sera salué par la presse ainsi que par les joueurs tels que Toifilou Maoulida.